# St. Apollinaris (Frielingsdorf)

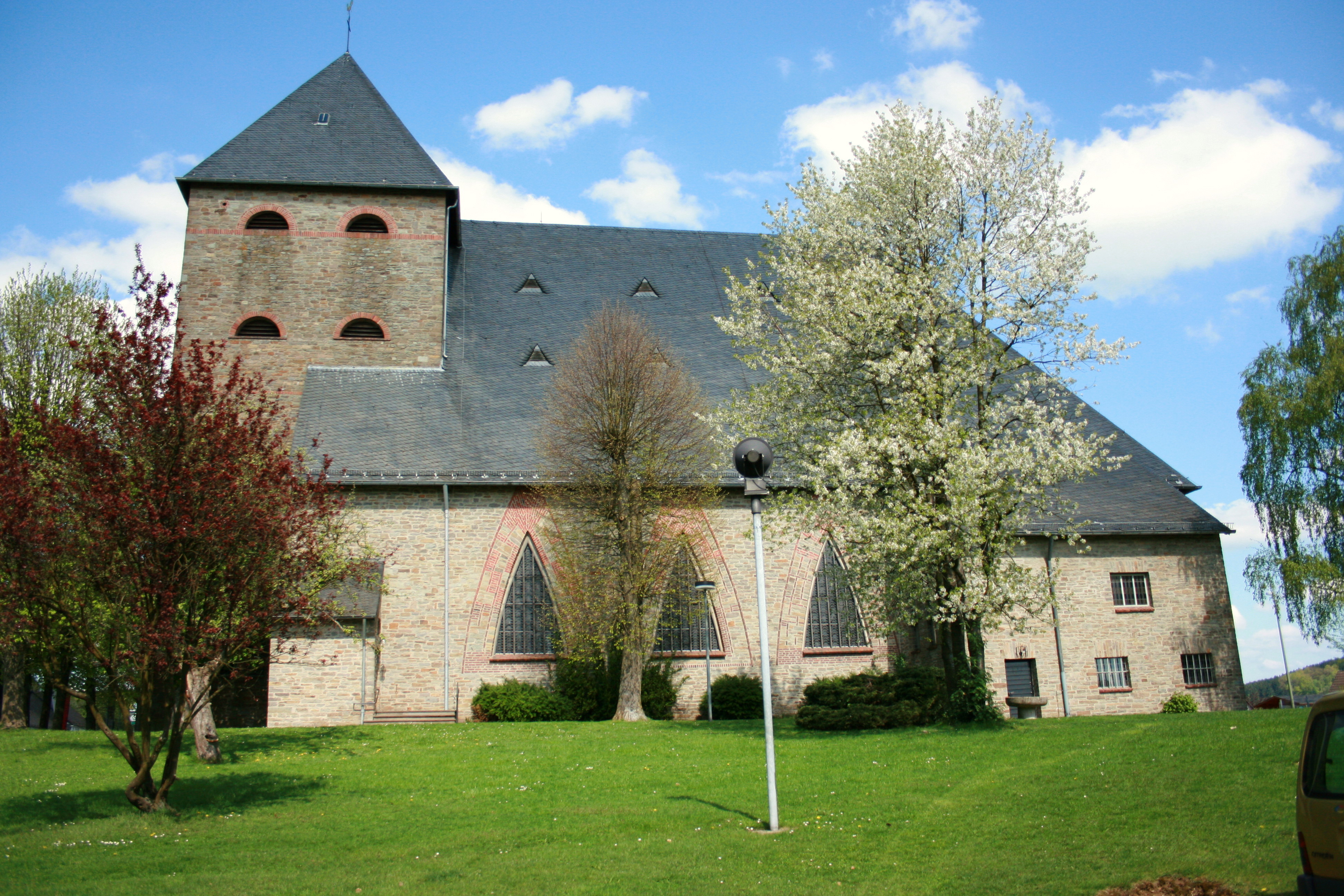
St. Apollinaris

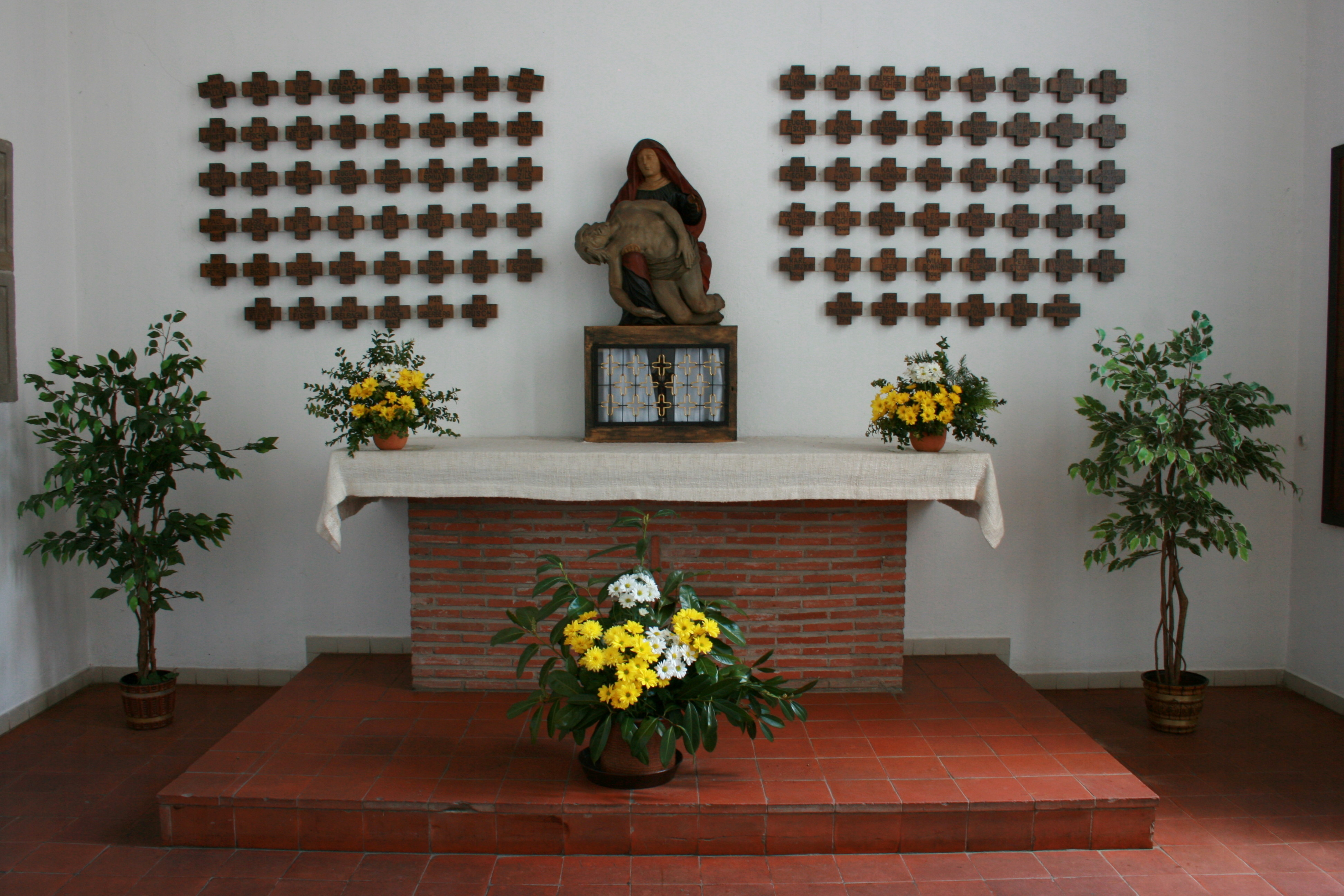
Kriegergedächtniskapelle

Die römisch-katholische Pfarrkirche St. Apollinaris ist ein denkmalgeschütztes Kirchengebäude in Frielingsdorf in Nordrhein-Westfalen.
1796 wurde an der Stelle der heutigen Kirche eine Kapelle gebaut, die nach dem Abriss 1848 durch eine Kirche, Vorgängerin der heutigen, ersetzt wurde. Die neue, ortsbildprägende Kirche wurde 1927 und 1928 errichtet. Baumeister war Dominikus Böhm. Das Gebäude ist eine Einraumkirche mit gedrungenem Turm. In den Seitenwänden sind parabolförmige Fenster. Der hochgelegene Altar stammt von Gottfried Böhm, die figürlichen Fenster der Taufkapelle (1931) und die ornamentalen Fenster des Langhauses (1936/37) von Anton Wendling. Die fast farblose Verglasung der „Lichtharfe“ der Altarwand erfolgte schließlich 1951 durch Herbert Bienhaus in Absprache mit Dominikus Böhm. Die Kirche ist mit einer Seifert-Orgel ausgestattet.
In der St.-Apollinaris-Kirche wird der Heilige Apollinaris verehrt. Die Wallfahrt findet am 23. Juli statt.